# Дорога Тьога

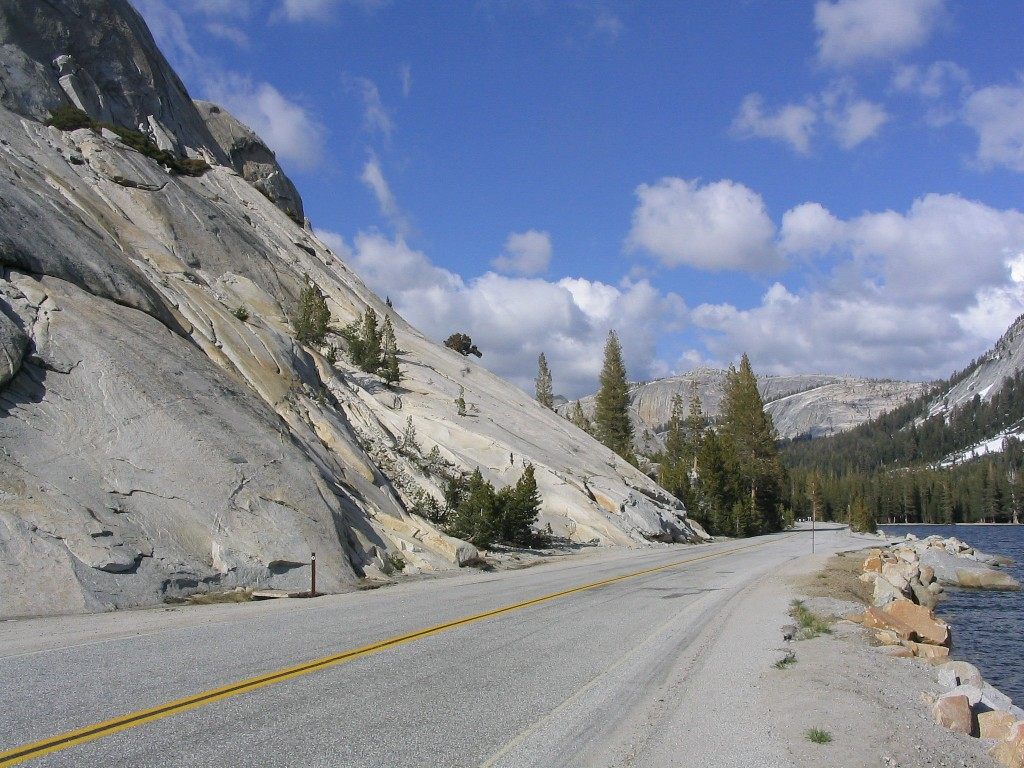
Шосе 120 у Національному парку Йосеміті

Дорога Тьога (англ. Tioga Pass Road) або Каліфорнійська дорога номер 120 (California State Route 120) — дорога у Північній Каліфорнії (США), яка починається на пересеченні з міжштатовським шосе 5 як продовження міжштатовського шосе 205, проходить через Національний парк Йосеміті, і закінчується на шосе 6 в окрузі Моно.